# 中華人民共和国によるチベット併合

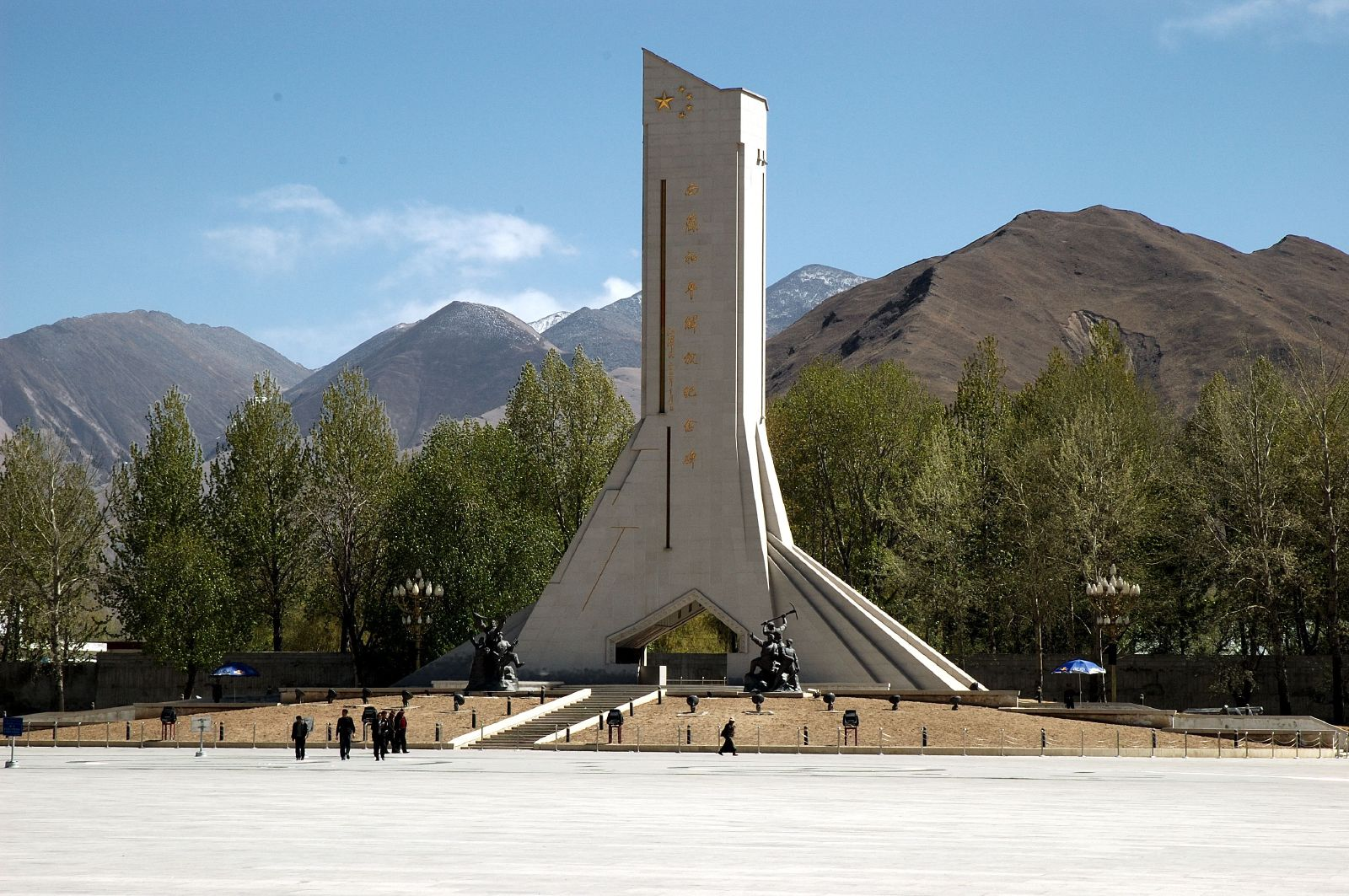
中国による平和解放記念碑
2001年にチベット「解放」50周年記念として設立された。

中華人民共和国によるチベット併合（ちゅうかじんみんきょうわこくによるチベットへいごう）は、中華人民共和国がチベットを軍事侵攻により支配するようになる過程を指す。
侵攻は、
1. チベットの東北部・東部に限る侵攻（1948 - 1949）
2. 中央チベットに及ぶ侵攻（1950 - 1951）

の二段階に分類される。
中国では18世紀の雍正のチベット分割以来、後者の領域を「西藏」と名付けており、中華人民共和国は、後者を指して、特に「西藏和平解放/བོད་ཞི་བས་བཅིངས་འགྲོལ」(シーツァンホーピンチエファン/プーシーウェーチンドゥル）と名付けている。
「第一段階」では、中華民国の青海省長馬歩芳や西康省長劉文輝らを降してアムド地方やカム地方の北部・東部・南部を制圧、ついで「第二段階」でチベット政府ガンデンポタンを屈服させ、カム地方の西部やウー・ツァン地方、ガリ地方を制圧、これにより中華人民共和国は、チベットの全域を制圧することとなった。
チベットおよび西側諸国ではこの併合を「侵略」としているが、中国共産党は「西蔵人民」の「帝国主義侵略勢力および国民党反動勢力」からの「解放」と位置づけている。
これを契機として、中国政府とチベット政府ガンデンポタンの間で「十七か条協定」が「締結」され、チベット軍は中国人民解放軍に編入され（同協定第八条）、チベットの全域が中華人民共和国の支配下に入った。

## 背景
本節では、中華人民共和国によるチベット併合に先立つチベット各地の状況を概観する。
雍正のチベット分割(1723 - 1724)・分割(1724 - 1732)以降、チベットは西藏・青海と、隣接する中国の各省（甘粛・四川・雲南）に組み込まれた地域とに3分されていた。
- 西藏は、ガリ地方・ウー・ツァン地方・カム地方の西部などに相当。
- 青海は、アムド地方の西部・中央部、カム地方の北部に相当。
- その他、アムド地方の東部が甘粛省の西南部に、アムド地方の南部が四川省の西北部に、カム地方の東部が四川省の西部に、カム地方の南部が雲南省の西北部に組み込まれていた。）

### 青海地方の状況
1860年代の回民の大叛乱ののち、中国西北の寧夏、甘粛、陝西等の各地方、および青海はイスラム教徒馬一族の支配下に入り、辛亥革命により清朝が倒れたのちもこの状況はつづいた。中華民国の北京政府は青海を「将来省制を施行すべき」特別地区と位置づけ、国民政府により、東隣の河西回廊の一部とあわせて1928年に「青海省」が発足した。この間、馬一族からは馬領翼が青海弁事長官(1913-14)、馬麟が甘辺寧海鎮守使兼青海蒙蕃宣慰使（1915-28）、青海省委員(1929-38)、青海省主席(1931−33)等、馬歩芳が青海省主席(1938-1949)に就任している。
清国が滅亡したのち、ガンデンポタンはチベット全土の再統一をめざし、1933年には青海地方の南部（カム地方北部）の玉樹地方でチベット軍と青海軍が衝突したが、現状維持におわった。

### 激動のカム地方東部：「四川省の西部」から「西康省」へ

#### 清朝の東部チベット支配
雍正のチベット分割(1724年 - 1732年)の際に、西藏、青海のいずれにも組み込まれなかった各地の諸侯たちは、甘粛・四川・雲南など隣接する中国の各省に分属し、兵部を通じて土司の称号を与えられ、所領の安堵をうけることとなった。
19世紀なかば、ニャロン地方の領主グンポナムギャルが急速に勃興し、四川省に所属する諸侯を制圧し、清朝に対し册封と、征服地に対する支配権の確認を求めた。清の朝廷はグンポナムギャルを阻止し、清を宗主として仰ぐ諸侯を救援せねばならない立場にあるためこれを拒否したが、太平天国の乱や英仏とのトラブルをかかえており、グンポナムギャルをとがめて諸侯を旧領に復帰させる力はなく、解決をガンデンポタンに委ねた。
ガンデンポタン軍はディチュ河を東に越えてカム地方東部に侵攻、数年をかけてグンポナムギャルを追いつめ、1863年にグンポナムギャルの本拠ニャロンを攻略、グンポナムギャルに追われていた諸侯を旧領に復帰させた。清朝は、「四川省内の戦乱」を鎮圧したガンデンポタンに戦費を支払う余裕もなかったため、その代償として、ガンデンポタンによるニャロンの領有と近隣諸侯に対する支配権をみとめた。ガンデンポタンはニャロン・チーキャプ（総督府）を設置し、チーキャプ（総督）を派遣してこれを統治することとなった。
清国は、中国における諸反乱をほぼ収束させると、清末新制に着手した。「清末新制」は、清国における国家体制の近代化であるが、チベット、モンゴルなどに対しては、従来中国とは別個の法制・行政制度のもと、盟・旗の長や土司職にある諸侯たち、ガンデンポタンなど、その民族自身による統治に委ねてきた体制を根本的に覆し、省・州・県を設けて中国に組み込むことを目指す、というものであった（東トルキスタンでは、すでに1878年に省制が施行され、行政機構の中国化が達成されていた）。
四川総督趙爾豊は、1905年、蜀軍（四川軍）を率いてカム地方の東部に侵攻、諸侯を軍事制圧したのち取り潰しを宣言しつつ西進、ニャロン・チーキャプを転覆してガンデンポタンの管轄領域の奥深くまで侵入し、1910年にはラサを占領するにいたった。ガンデンポタンの長ダライ・ラマ13世はインドへ逃れた。趙はカム地方の諸侯やガンデンポタンによる支配を排し、従来ガンデンポタンの統治下にあったカム地方西部とカム地方の東部をあわせた領域に「西康省」を、中央チベットには「西蔵省」を設けようと試みた。しかしながら1911年、中国で辛亥革命が勃発、趙は成都に戻ったところを革命派に殺害され、カム地方の東端からラサにいたるまでのチベット各地に趙が配置した軍事・行政機構は、チベット側の反撃により徐々に切り崩されていくこととなる。

#### 「西康省」をめぐるチベット政府ガンデンポタンと中華民国歴代政府の抗争
チベット政府ガンデンポタンは、清国の滅亡にともなう中国側の混乱に乗じて反攻を開始、1913年にラサを奪還して独立を宣言するとともに、1917年 - 1918年、1931年 - 1933年にかけて、中華民国と戦火を交え、ディチュ河（金沙江）に至るまでのカム地方の西部に対する支配権を徐々に回復していった。
チベットと中国は、それぞれカム地方の全域が自国の管轄下にあるという建前の地方行政単位をもうけた。チベットは、カム地方西部の中心都市チャムドに「ドカム総督府」を置き、閣僚級のアムド・カム総督（ドメーチーキャプ）を配して統治にあたらせた。一方、中華民国は、発足以来、カム地方に対して趙爾豊が構想した西康省を設置することができず、ガンデンポタンが実効支配する地域もふくめて、名義の上で川辺特別区と称していたが、国民政府時代の1939年、実効支配の及ぼばないディチュ河以西をも名目上の範囲として、西康省を設置した。川辺地区もしくは西康省の歴代長官は四川省に縁故のあるものたちが就任し、南京国民政府の西康建省委員会委員長(任1934-39)や初代の西康建省政府主席(1939-49)は、四川省政府主席から転じた劉文輝がつとめた。

### 中央チベット（西藏）の状況

#### ダライラマとガンデンポタン
1637年より42年にかけて、ダライ・ラマを信仰するグシ・ハンがチベットを征服、ヤルンツァンポ河流域が当時のダライラマ五世(1618-83,位1622−96)に寄進され、ダライラマの財務監（チャンズーパ）ソナム・ラプテンがデシーに任じられてその統治・管理にあたった。ガンデンポタンはこの寄進により、ダライラマ領の統治機関となった。ダライラマは、自身の財務監（チャンズーパ）であるデシーの任命権を保有したほか、チベット各地の諸侯に対してグシハン一族とともに所領の安堵を行い、ゲルク派寺院の人事権、その他の宗派の管長の地位の認定などをおこない、政治・宗教の権力・権威の頂点に立つようになった。さらにはハルハやオイラト本国、ダライラマ政権の樹立に貢献した青海ホショトをはじめとする青海オイラトなどチベット内外のモンゴル系王公たちにハン・ホンタイジ・タイジ等の称号を授与し、清朝もダライラマ5世が彼らに授与した称号をそのまま使用するなど、チベットの枠をこえ、チベット仏教圏諸国の権威の頂点に位置するようになった。
雍正のチベット分割ののち、清朝はタンラ山脈とディチュ河を結ぶ線の南方に位置する諸侯の支配権をあらたに「ダライラマに賞給」する一方で、この線の北方に位置するチベット人諸侯に対する領主権の認定権や青海オイラト人王公に対する称号の授与権などの制限をはかったが、ダライラマの宗教的権威はその後もおとろえず、チベット・モンゴルにまたがるチベット仏教界の頂点に位置しつづけた。

#### ガンデンポタンと清朝との関係
1642年のダライラマ政権の発足以来、ダライラマ政権の3種の首脳であるダライ・ラマ、チベット・ハン、デシーの地位の認定は、チベットの内部で決定されており、清朝による関与は、これらの地位についた有力人物の地位を追認する形で称号や印章をおくるにとどまっていた。
清朝は、1706年-20年の「ダライラマ5世の後継者をめぐるグシ・ハン一族の内紛」、1727年-28年の「ウー・ツァンの内戦」、1750年-51年の「ダライバートルの乱」、1788 年-89年,1791年-92年の 「清・ネパール戦争」など、チベットで内乱や外患が生ずるごとに介入してそのプレゼンスを強めていった。しかし19世紀にはいると、一転してチベットを支援する余裕をなくし、1840年のドーグラー戦争、1855年−56年のチベット・ネパール戦争は、チベット単独でカシミールやネパールなどの外敵と戦って不利な講和を余儀なくされ、清朝皇帝の「転輪聖王たる文殊皇帝」としての権威は失墜していった。
1903年-04年の、英領インド軍を率いたフランシス・ヤングハズバンドの武装使節団の侵攻の際、当時のダライラマ13世は北京におもむいて清朝に支援を求めたが思うような助力は得られず、逆に趙爾豊率いる蜀軍の侵攻、ラサ制圧（1905-1910）をみるにいたり、チベットは従来清朝との間に存在した「チョユンの関係（施主と福田の関係）」は完全に終焉を迎えたと判断し、「清朝からの独立」を模索するようになる。

## 20世紀前半のチベット情勢
チベットはユーラシア大陸の中央部に位置する険しいチベット高原に存在し、独自の文化圏を築いていた。しかし、清朝の時代の一時期に、清国軍の駐屯を受け入れて保護国となった。また19世紀にはイギリスの勢力下にあり、1904年にイギリス軍はラサに駐屯していた。辛亥革命後にチベットは自立し、第二次世界大戦においては中立政策を保持していた。ただし第二次世界大戦におけるチベットは、中立政策を掲げながらもイギリス軍やアメリカ軍などの連合国軍へ、中華民国への兵站線を提供していた。
当時のチベットの指導者はダライ・ラマ14世であった。第二次世界大戦が1945年に終結すると、インドと中華民国に代表団を派遣してチベットの主権を確立しようと試みたが、中国国民党内の強硬派の抵抗にあって失敗し、さらに主権確立、つまり完全独立への画策は同年に勃発した国共内戦で先送りにされた。

## 戦争経過（第2段階）

### 中国共産党、「チベット併合」を発動
毛沢東率いる中国共産党は国共内戦に勝利し、1949年10月1日に中華人民共和国の建国を宣言した。その6週間後に、中国人民解放軍が、ガンデンポタンの勢力圏の東部境界付近に集結しているという報告があった。ついで中国政府は、ガンデンポタンの勢力圏への侵入に着手する。1950年1月1日に、中国国際放送(ラジオ北京)は「パンチェン・ラマ10世の要請により、中国人民解放軍はチベットを解放する用意がある」と放送した。サムドン・リンポチェおよびダライ・ラマ14世はこれを「中華人民共和国側の一方的な『約束』である」、と主張している。さらに1月7日に中国人民解放軍は「チベットの同胞の解放を開始する」ことを宣言し、中国軍の侵攻は避けられないものとなった。

### 当時の国際社会の動向
1949年の時点でチベットおよび西側の報道では、この併合を一般に侵略と呼んでいた。例えば亡命チベット人のペマ・ギャルポは「チベットは歴史が始まってからずっと独立国家であった」と主張する。一方、中華人民共和国内では、この事件を、「チベットの平和的な解放」と呼んでいる。
この中華人民共和国によるチベット併合の動きに、アメリカ政府ではイギリスの代表団も出席して国務省にて会議が行われ、中華人民共和国による併合に対するチベット抵抗運動を促進して支援するかどうかについて討議され、「チベットに対する小規模な軍事支援が中国人民解放軍に損害を与え、従って侵略を阻止することができるだろう」と結論された。そしてアメリカはイギリスに、インドがチベットへの支援に参加するように、インドに対して説得することを提案した。
しかしアメリカは、朝鮮半島における状況が緊迫していたこともあり、自国の利権にあまり関係のない南アジアにおける紛争に深く関係することに積極的ではなかった。結果的にアメリカは8月にはチベットにインドを経由した極秘援助を伝え、チベット政府はこれを承諾した。

### ダルツェドとカンゼの占領
1950年3月、中国人民解放軍はチベット国境で訓練を積み、まずはカムのダルツェドで足を止めた。ダルツェドは中国（漢族）人が仕切ってきた町であり、抵抗はなかった。4月中ごろまでに3万人以上の軍隊が町を通り抜けていった。彼らの任務はダルツェドからカンゼまでの自動車道建設と地形情報収集であった。
1950年6月、中国人民解放軍は、カンゼの先にあるデンゴのチベット軍基地に600人の調査隊を送った。チベット人たちが殺されたが、チベット軍本体がいなかったため、さしたる抵抗も無く町は占拠された。チベット人が殺害されたとの情報に、土地の有力部族長が300人の僧を含む800人の武装勢力を持って反撃し、600人の中国人民解放軍は1人残らず殺された。ただし、解放軍にとって兵士の人命はさほど重要ではなく、占拠に際して十分な情報収集が済んでいたため、この作戦は必ずしも失敗ではなかった。
1950年8月までにカンゼまでの自動車道が完成し、チベット商人はこれを歓迎した。中国人民解放軍はカンゼを占領し、拠点を置いた。

### 侵攻開始
チャムド地区へは1950年秋から、第一書記の鄧小平の西南局傘下の十八軍が侵攻を開始した。
1950年10月7日深夜、中国人民解放軍は、張国華将軍を指揮官として、「中華人民共和国側が中央チベットとの境界である」と主張するようになった、ラサの東方100kmの位置まで侵攻した。人民解放軍の兵力は2万人であったともいい、4万人であったともいう。人民解放軍は東チベットに3方から同時に進軍した。
この進攻に対して、チベットに与した「義勇兵」を含め8000人のチベット軍が阻止を試みた。磴口ではムジャ・ダポンが率いる部隊が最大の火力であったブレン303軽機関銃で応戦した。そこから100キロ南では中国人民解放軍が揚子江の渡河に成功してチベット軍の部隊50名を全滅させてランサムのチベット軍駐屯地に向かい前進した。そこからさらに200キロ南では中国人民解放軍は揚子江を渡河してマーカム・ガートク駐屯地を攻撃し、250名のチベット部隊を全滅させた。
翌10月7日にチベット北部でムジャ・ダポンの指揮下にあった小部隊は中国人民解放軍を揚子江で阻止していたが、ランサムの部隊はチャムドに向けて後退を開始しており、孤立しつつあった。10月8日にも中国人民解放軍の波状攻撃を阻止することに成功したが、作戦不可能なまでに戦力を失い、その夜間に指揮官は部隊を解散した。このことで中国人民解放軍はチベット北部で揚子江を渡河したために、磴口のムジャ・ダポンもチャムドまで後退を決意せざるをえなかった。

### チャムド制圧
10月16日にチャムドで行方不明だった知事ンガプー・ンガワン・ジクメを捜索し、ラサへの交通路が中国人民解放軍に遮断されたために潜伏していたチャムド付近の寺院で発見した。ダポンはンガプーに対して戦力を集中してラサへの交通路を確保することを主張したが、ンガプーは反対して翌日の10月17日に中国人民解放軍に投降した。10日間の抵抗の後にチベットは敗北した。。中共軍は、一月あまりの戦闘を経て、同年10月24日、東チベットの軍に勝利し、チャムドを占領した。これらの戦争は、「チャムドの戦い」ともいわれる。

### 被害
チベットの首都ラサから派遣された兵士は時としてカムの義勇兵を見捨てたこともあった。
この時のチャムドの戦いでチベット軍4500人、兵士3500人の内、6000人を“殲滅”したといわれる。ダライ・ラマ14世側も、この戦闘におけるチベット軍の戦死者を4000人以上としている。

### チャムドの戦いに関するラサ政府の対応
チャムドから緊急の無線がラサ政府に向けて発せられていたが、彼らはたまたま実施中のピクニックを中断することもなく、インドその他に事態を知らせることもなく、いわば黙殺した。ラサ政府はあくまでも中央チベットさえ守られればよく、事態が中央チベット国内に伝わることでの混乱を恐れていたとも考えられる。たまたまインドにいたチベット代表団に対してインドのメディアが中華人民共和国による併合について質問すると、「そんな事実は無い」とそっけなく否定し、中華人民共和国の行動を黙認しているかのような態度を取った。一方中国人民解放軍は、「僧から歓迎される様子」や「降伏文書調印の様子」を写真に収め、メディアに提供するというプロパガンダ活動を忘れなかった。

### 中国による進駐宣言と印英政府の対応
1950年10月25日、中華人民共和国政府は中国人民解放軍のチベットへの進駐を宣言した。これはチャムド侵攻から17日も経ってからのことだった。
翌10月26日、インド政府はこれを「侵略行為」として非難の政府声明を発表し、イギリス政府もこれを支持したが、両国はチベットへの軍事支援については触れず、実際に軍事支援を差し伸べることは無かった。

## 占領後
1950年11月7日(あるいは10月17日)、摂政タクタ・リンポチェ・ガワン・スンラプは引退し、テンジン・ギャムツォは成人の18歳に達しておらず(16歳)、本人は望まなかったが、国王としての親政を開始した。そしてラサ議会の示唆に従い、インド国境のヤトンに避難した。

### ラサ政府と国際連合・中華民国の対応
同1950年11月7日、チベットのラサ政府は国際連合に対して中華人民共和国による侵略を訴えたが、国際連合は、国連軍を組織してまで関与していた朝鮮戦争への対応が精一杯で、チベットに介入する余裕は無かった。
なおチベットは、国際連合の常任理事国である中華民国が独立国として認めておらず、自国領土として扱っていたため、正式な独立国として扱われていない上、文書がチベット政府から直接でなくインドから発送されていたため、本物かどうか確認できなかったからでもあった。
この事態に対し、サラエボとエルサルバドルがチベット擁護を訴えたが効果は無かった。
また中華民国政府はあくまでもチベットを「自国領土」とする立場だったため、結果として、自らの敵国である中華人民共和国によるチベット併合を弁護する形になった。なお、国連総会運営委員会は「チベットと中国、インドに平和をもたらすためにも国連の場で討議することはふさわしくない」として、審議の延期を決めた。

### 中央チベット攻略作戦
1950年11月9日、中国共産党中央は、中央チベット攻略作戦（「チベット全域解放作戦」と呼称)を準備しつつ、チベット政府との交渉を続けた。

### 自治政府の設置
清朝末期以来、中国・四川省の地方政権との間で争奪の対象となっていた東チベット地方では、1950年12月15日、西康省蔵族自治区、青海省人民政府等が設置された。戦後のチャムドでは反目しあっていた部族間で略奪や殺戮が始まり、町は地獄と化した。

### チャムド人民解放委員会設立
中共軍は、中央チベットへの軍事侵攻の拠点として1951年1月1日、チャムドに人民解放委員会を設立した。主任は王其梅、副主任にンガプー・ンガワン・ジクメが就任した。

## 十七か条協定
1951年、中共は、東トルキスタン（新疆）、青海、チャムドの3方面から人民解放軍をラサに進め、その武力を背景にダライ・ラマ政権に十七か条協定を強引に認めさせた。
中国共産党政府は、チベット政府代表としてンガプー・ンガワン・ジクメらに「人民解放軍のチャムドからの撤退を交渉する権限」を与えて北京に派遣させた。中国政府はこの使節団にチベット政府との接触を禁じた。
1951年、ダライ・ラマはンガプー・ンガワン・ジクメ他数名を、中華人民共和国側に「チャムドを占領した人民解放軍の撤退を交渉させる権限」を与えて同国の首都の北京に派遣した。ただし、あくまでチベット側の言うべきことを相手に伝えて交渉を始めるために派遣したのであり、ンガプーらが絶対に勝手に中華人民共和国側と協定類を結んだりしないようにと、ダライ・ラマは国璽を手元に念入りに保管しておいて派遣した。
ところが、中華人民共和国側は北京にやってきたンガプーらを脅迫・恫喝して、協定というよりも、最後通牒の形で、あらかじめ中華人民共和国側が作成しておいた「十七か条協定」なるものを一方的に提示し、全権委任されておらず、条約を結ぶ権限を与えられてもいないンガプーに強引に署名させようとした。ンガプーらが国璽どころか各自の判すら所持していないことが判明すると、中華人民共和国側では、ウチェン体で掘られた粗末な各自の判を急遽作成し、代表団にチベット政府との連絡を一切とらせないまま1951年5月23日、強引に署名・押印させた。
この十七か条協定では、ガンデンポタンを「西蔵地方政府」と規定し、チベットを「中華人民共和国祖国大家庭」に「復帰させる」こと等を定めたり、協定の第四条では「西蔵の現行の政治制度には、中央は変更を加えない」と定められていたが、中国政府のいう「西蔵」にはアムドやカムの東部は含まれていなかった。

### 「協定」の放送
1951年5月26日には、中華人民共和国の国営放送局である中国国際放送を通じてンガプーにより協定署名の件が放送された。なお、この合意について国連は、1959年の「チベットの地位に関する法律会議」で無効としている。
ダライ・ラマ14世はチベット南部のヤトンに避難していたが、持っていたラジオで中華人民共和国側が流しているンガプーによるチベット語放送を聞いて、驚愕した。そもそもンガプーらにはチベット独立の主張を取り下げたり、中国への併合を取り決める協定を結ぶような権限を与えていなかったし、協定を結ぶのに必要な国璽は持たせていなかったから、そんなことはそもそも不可能なはずだったからである。
ダライ・ラマ14世は協定締結のニュースを聞き、ンガプーの越権行為に衝撃を受けるが、パンチェン・ラマは同1951年5月30日にダライラマに対して「中国政府の指導の下、チベット政府に協力する」と表明した。なお、ンガプーはその後のチベットにおける中国共産党の忠実な代弁者となった。
1951年7月、協定に調印したチベット外交団（ンガプーを除く）と中国人民解放軍ラサ駐留司令官の張経武将軍がヤトンを訪れ、ダライ・ラマ14世に条約の有効性を認めるよう求めた。アメリカはダライ・ラマ14世に対し、亡命して協定の無効を訴えるよう呼びかけていたが、多くの僧侶がダライ・ラマ14世のラサ帰還を望んだため、結局ラサに戻って協定に基づいた改革をはじめることとなった。
1951年9月6日、ダライ・ラマ14世は9ヶ月ぶりにラサに戻り、その3日後に3000人の中国人民解放軍がラサに進駐した。チベット政府内で協定を認めるかどうかが話し合われたが、ラサの三大僧院長の強い意向もあり、9月末には議会で承認された。1951年10月24日、ダライ・ラマ14世は、「協定を承認し中国人民解放軍の進駐を支持する」旨の手紙を毛沢東に送った。この手紙はその後中華人民共和国の中国共産党政府が正当性を主張するのに大いに利用された。
ユン・チアンによれば、「十七か条協定」は、中華人民共和国側にとっても時間稼ぎの意味があった。高地に慣れていない中国人民解放軍の兵士にとって、大軍を送り込む道路のない中央チベットは難攻の地であったためである。中華人民共和国側はチベットに実質上の自治を与えるかのような態度を見せ、「ダライ･ラマをチベットの『元首』と認め」、チベット代表達を安心させる発言を繰り返した。しかし1956年初旬に中華人民共和国内からチベットにつながる幹線道路が完成すると、直ちに中国人民解放軍による攻撃が再開され、チベットの反乱を呼ぶこととなった。

## その後のチベット側の動向

### 人民会議事件
しかし1952年3月には、17条条約の撤回と「解放軍」のチベット撤退を要求する人民会議事件が発生し、はやくも中共はラサで抵抗にあう。中共軍の長期駐留は、地元との軋轢の原因となり、人民解放軍は1952年には東チベット東部の町ジェクンドを破壊している。

### 「中央のチベット工作についての指示」
1952年4月6日、毛沢東は「中央のチベット工作についての指示」を出し、漢族が数十万いる新疆地区と違ってチベット地域には漢族がほとんどいないということを指摘したうえで、中央チベットでの土地改革は延期された。
なお、毛沢東は人民会議事件を受けて、チベット併合の困難さを認識し、以後、チベット政策を重大な問題のひとつとして、1959年の反乱の処理にいたるまで政治的決定を主導していった。

### 住民の武器押収
東チベットでは放牧が盛んであり、仕事柄銃を持つ住民が多く、とりわけカムの住民は、古来、好戦的なことで知られていた。中国は東チベットの治安に当たって、住民から武器を没収した。中国側は反乱を防ぐための当然の処置と考えていたが、カムの住民は抵抗を示した。

### 「積極分子」「闘争集会」工作
そこで中国当局は、チベット人の一部を中国側に取り込んで、「積極分子(フルツン・チェンポ)」と認定し、銃回収に当たらせ、またタムジン(闘争集会)という会合を開かせ、中国の統治に不満を持つものを一種の私的裁判にかけた。とりわけ名家の人間には「罪」の自白を強要し、内容によっては処刑された。他の住民はタムジンにかけられている被告を罵倒しなければならず、それを行わない者は次のタムジンにかけられることになった。
また、当時、中国政府は、中央チベットと中国とを結ぶ道路建設を盛んに行っていたが、チベット人労働者に対して当初は賃金が支払われていたが、1954年頃からは強制労働に変わっていた。チベット人労働者達は強制労働の後の夜、タムジンで共産主義教育を受けねばならなかった。

### 「民主改革」からカム反乱へ
一方、漢人の東チベット地域への入植が進められ、1954年に農業改革、1955年7月に土地共有化の促進が「民主改革」として着手された。この「民主改革」とは共産主義思想にもとづいて領主や寺院や富裕層からの土地財産が再分配を目的としたうえうで、共産党に没収された。寺院財産の没収を契機とし、翌1956年から、アムドとカム東部の全域で大規模な蜂起が勃発する。
このような中国による東チベット地域の支配に対して、東チベットの住民の多くは中国の政策に対して反抗的となった。中国はその報復として次々に厳しい政策を打ち出していった。中国に不満を持つ東チベット人の一部は、テンスン・ランタン・マガル(国民防衛義勇軍)を作って反抗しようとした。
これ以降の経緯については、カム反乱を参照。